# Toada
Toada es un estilo de música tradicional de la Amazonía central, que se hizo muy popular en Brasil y Perú. Es una combinación de ritmos tradicionales amazónicos con influencia africana y europea. El género se dio a conocer en todo Brasil después del éxito de «Tic, Tic Tac» del grupo amazónico Carrapicho.